# Jakob Adam (Geistlicher)
Jakob Adam (* 1568; † 3. April 1618 in Danzig) war ein reformierter Prediger aus Rügenwalde, der acht Jahre als Pfarrer zu Bensheim wirkte. Ein Verwandter (Vater?) könnte der protestantische Pfarrer in Schlawin/Słowino gewesen sein: Thomas Adam (1590).
1603 kommt Jakob Adam als der vierte Geistliche seit der Reformation an die Hospitalskirche St. Elisabeth in Danzig und arbeitet dort bis zu seinem Tod am 3. April 1618.
Er sagt von sich in seiner Schrift „Christliche/ wolgegründete…“ aus dem Jahr 1612: „Vor neun Jahren kam ich aus der Kurpfalz nach Pommern, mein liebes Vaterland, und nach Danzig, meiner alten Herberge und Schule, guten Bekannten und Freunden.“

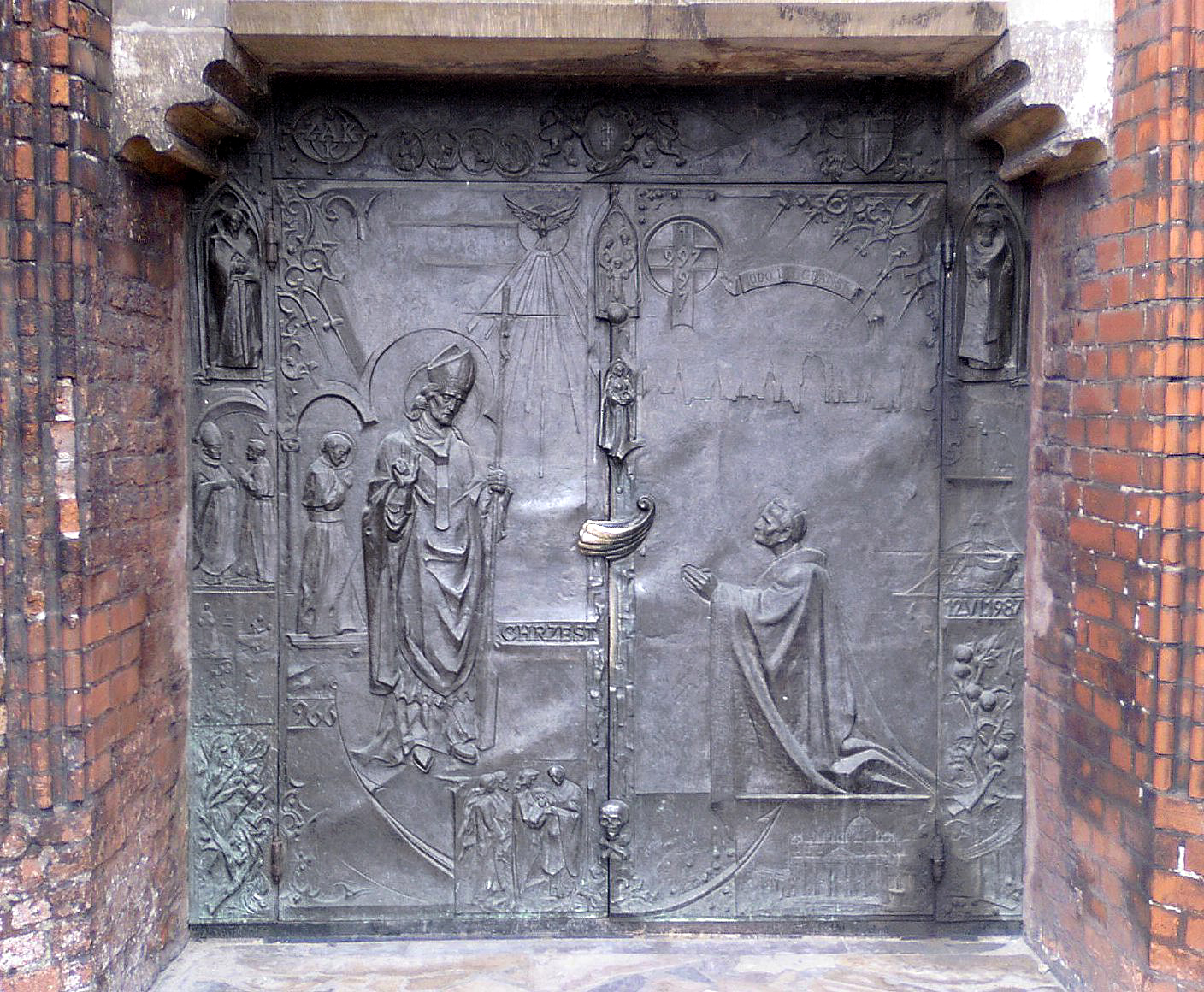
Eingangstür der Elisabethkirche in Danzig

Sein Bruder ist wohl Johannes Adam, reformierter Pfarrer in Heppenheim, der 1613 in einem engagierten Aufruf seinen Amtskollegen Anton Praetorius in dessen Kampf gegen Hexenprozesse und Folter unterstützte.

## Streit um den Hochaltar zu Sankt Johann in Danzig

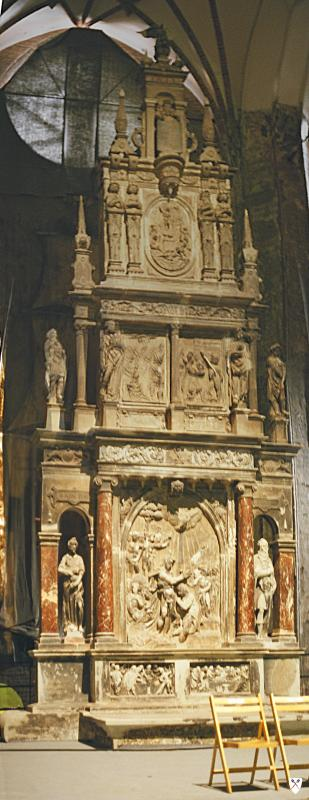
Hauptaltar in der Johanniskirche in Danzig

Nach der Einführung der Reformation entbrannten in Danzig immer wieder Streitigkeiten. Dort hatten die Lutherischen beschlossen, in der Kirche zu Sankt Johann einen Hochaltar zu erbauen mit prunkvollem Aufbau und reichem Bilderwerk. 1598 erhielt Meister Abraham von Blockh, ein Bildhauer, den Vertrag dazu, den Hochaltar zu erbauen. Dies erregte den massiven Protest der Reformierten, allen voran Pfarrer Jakob Adam.
Um 1612 hatten die Reformierten den Hochaltar durch einen schlichten Altar ersetzt, da verfasste der lutherische Diakon Johannes Walter eine Streitschrift gegen Jakob Adam. Er nannte es: „Rettung der rechten Lehre wider die Antwort des Jacobi Adami in S. Elisabeth zu Dantzigk, zwinglo-calvinischen und antichristo-lutherischen Predigers durch Mag. Johannem Waltherum evangelischen Prediger zu St. Johann zu Dantzigk Anno 1613.“
In dieser Schrift protestierte der lutherische Diakon Walther dagegen, dass der stattlich erbaute steinerne Altar abgerissen und durch einen kleinen hölzernen Tisch ersetzt und also die Kirche ihres schönen Ornaments und Schmucks beraubt werden sollte.
Aus der Schilderung dieser Kontroverse kann man deutlich einen der erbittertsten Streitpunkte zwischen Lutheranern und Reformierten erkennen: die Einrichtung der Kirchen und Ausgestaltung des Gottesdienstes.